# Víztaposószerűek
A víztaposószerűek (aliploidea) a rovarok (Insecta) osztályába sorolt bogarak (Coleoptera) rendjében a ragadozó bogarak (Adephaga) alrendjének egyik öregcsaládja.
Egyetlen családja a  víztaposóbogár-féléké (Haliplidae) (Aubé, 1836)